# Інадзава

Інадза́ва (яп. 稲沢市, いなざわし, МФА: [inad͡zawa ɕi̥]?) — місто в Японії, в префектурі Айті. Розташоване в північно-західній частині префектури, в центрі рівнини Міно-Оварі.   Виникло на основі адміністративного центру провінції Оварі. В ранньому часі було постоялим містечком на Східноморському шляху. Отримало статус міста 1958 року. Площа становить 79,30 км². Станом на 1 серпня 2011 року населення складало 136 658  осіб, густота населення — 1720 осіб/км².  Основою економіки є сільське господарство, садівництво, машинобудування, харчова промисловість, комерція.  В місті розташовані святилище Оварі-Окунітама, руїни декількох середньовічних замків. При святилищі щорічно відбуваються так звані свята голих.